# Воитештиј де Вале (Горж)
Воитештиј де Вале (рум. Voiteștii de Vale) насеље је у Румунији у округу Горж у општини Баланешти. Oпштина се налази на надморској висини од 280 m.

## Становништво
Према подацима из 2002. године у насељу је живело 410 становника, од којих су сви румунске националности.